# Envee
Envee, właściwie Maciej Goliński (ur. 9 stycznia 1974 w Lubaniu) – polski muzyk, kompozytor i producent muzyczny, a także DJ. Współzałożyciel kolektywu didżejskiego Niewinni Czarodzieje (Innocent Sorcerers). Prowadzi także solową działalność artystyczną.
Goliński współpracował ponadto m.in. z takimi grupami muzycznymi i wykonawcami jak: Husky, Andrzej Smolik, Reni Jusis, Miloopa, Natalia Kukulska, Tomasz Stańko, Maria Peszek, Łona i Webber.

## Dyskografia
| Envee i Niewinni Czarodzieje  | - Data: 5 czerwca 2003 - Wydawca: Kayax/EMI Music Poland            | –  |                |
| Fru! (oraz Fisz)              | - Data: 25 kwietnia 2005 - Wydawca: Asfalt Records/EMI Music Poland | 4  | - POL: 5 tys.+ |
| Recipes                       | - Data: 12 maja 2008 - Wydawca: Kayax/EMI Music Poland              | –  |                |
| Maupka Comes Home (oraz Natu) | - Data: 19 września 2008 - Wydawca: Galapagos Music                 | 18 |                |
| Kali (EP)                     | - Data: 5 września 2011 - Wydawca: U Know Me Records                | –  |                |
| „–” album nie był notowany.   |                                                                     |    |                |

## Teledyski
| Tytuł              | Rok  | Reżyseria                      | Album | Źródło |
| ------------------ | ---- | ------------------------------ | ----- | ------ |
| „Kryminalny bluez” | 2005 | Sebastian Pańczyk              | Fru!  | [ 12 ] |
| „Kręcioł”          | 2006 | Sebastian Pańczyk, Adam Wyrwas | Fru!  | [ 13 ] |

## Nagrody i wyróżnienia
| Rok  | Kategoria                                        | Nagroda   | Uwagi     | Źródło |
| ---- | ------------------------------------------------ | --------- | --------- | ------ |
| 2005 | Inna energia (Fisz & Envee – „Kryminalny Bluez”) | Yach Film | Nominacja | [ 14 ] |
| 2005 | Animacja (Fisz & Envee – „Kryminalny Bluez”)     | Yach Film | Nominacja | [ 14 ] |